# Philipp Hoffmann (Architekt)

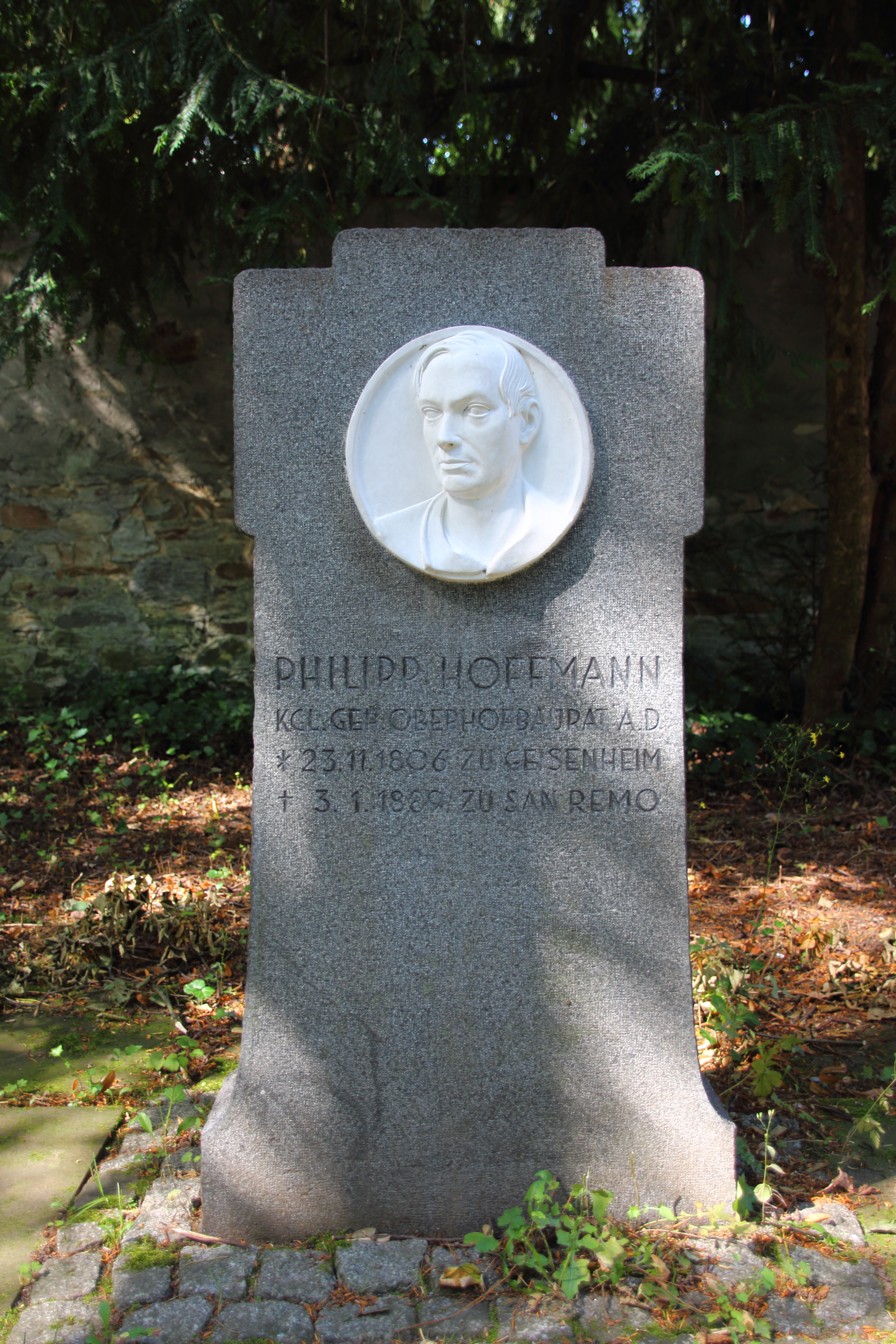
Gedenkstein für Philipp Hoffmann auf dem Alten Friedhof in Wiesbaden. Portraitmedaillon als Originalersatz geschaffen 2014 von Kirsten Herold.

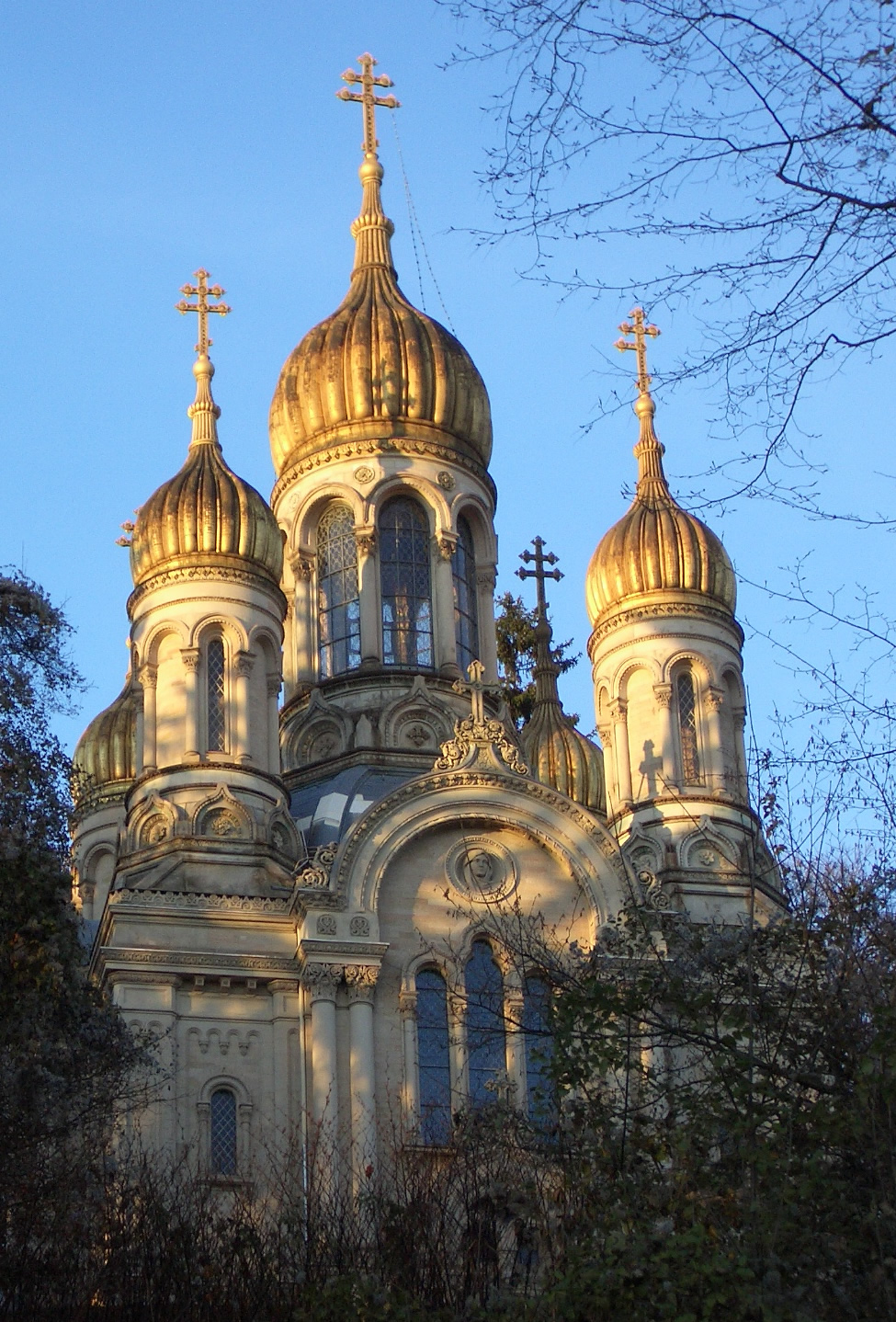
Die von Hoffmann erbaute Russische Kirche (1847–1855) auf dem Neroberg in Wiesbaden

Philipp Hoffmann (* 23. November 1806 in Geisenheim; † 3. Januar 1889 in Sanremo, beigesetzt in Wiesbaden) war ein Architekt und Stadtbaumeister. Zunächst studierte er in München an der Akademie der bildenden Künste im Zweig Architektur. In der Zeit bis 1832 unternahm Hoffman mehrere Reisen zu seiner Fortbildung, u. a. nach Berlin, Italien und Österreich.

## Wirken
1830 wurde er Bauassessor im nassauischen Staatsdienst, weshalb er ab 1832 vor allem in der nassauischen Residenz Wiesbaden tätig war. Als junger Architekt zeichnete er zunächst für die Ausarbeitung der Entwürfe für den „Rheingauer Dom“ in seiner Geburtsstadt Geisenheim in neogotischen Formen (1834–1838) verantwortlich. Anschließend war Hoffmann am Bau des Wiesbadener Stadtschlosses (1837–1841) beteiligt, als er von dessen Baumeister Georg Moller für ein halbes Jahr nach Pompeji entsendet wurde, um dort römische Gemälde abzuzeichnen, die später als Grundlage für die Innengestaltung des Schlosses dienten.
Auf diese Weise gewann er die Aufmerksamkeit von Herzog Wilhelm, der ihn 1850 zum Herzoglich-nassauischen Hofbaumeister beförderte. In dieser Funktion war er für zahlreiche Bauten in Wiesbaden verantwortlich, darunter die Bonifatiuskirche (1844–1849), die Russisch-orthodoxe Kirche (1847–1855) als ein Bauwerk von nationaler Bedeutung und den Monopteros (1851) auf dem Neroberg sowie unter seiner Mitwirkung unter dem Architekten Carl Boos das Ministerialgebäude, das heute das Hessische Justizministerium beherbergt (1854). Weiter die 1938 zerstörte Synagoge am Michelsberg (1863–1869), das Waterloo-Denkmal auf dem Luisenplatz (1865) und die heute zum Komplex des Stadtschlosses zählende Kaiser-Wilhelms-Heilanstalt (1868–1871, auch als Wilhelmsbau bezeichnetes einstiges Militärhospital). Während dieser Tätigkeiten wurde Philipp Hoffmann 1866 als Beamter in Preußens Staatsdienste übernommen. Im Alter von 64 Jahren wurde er 1870 im Rang eines königl. Ober-Baurats aus dem Staatsdienst in den Ruhestand versetzt. Auch über seine Pensionierung hinaus wurden durch sein Wirken die genannte Heilanstalt bis 1871 fertiggestellt und Bauwerke außerhalb Wiesbadens errichtet, wie die Anglikanische Kirche (1874), die englischen Kurgästen in Bad Schwalbach gewidmet war, und das Conversations- und Gesellschaftshaus, das heutige Kurhaus von Bad Schwalbach (1879). Eine besondere Ehrung wurde Hoffmann 1886 zuteil, als ihm auftrags des Kaisers Wilhelm I. der Titel eines Geheimen Ober-Hofbaurats verliehen wurde.

## Bildergalerie

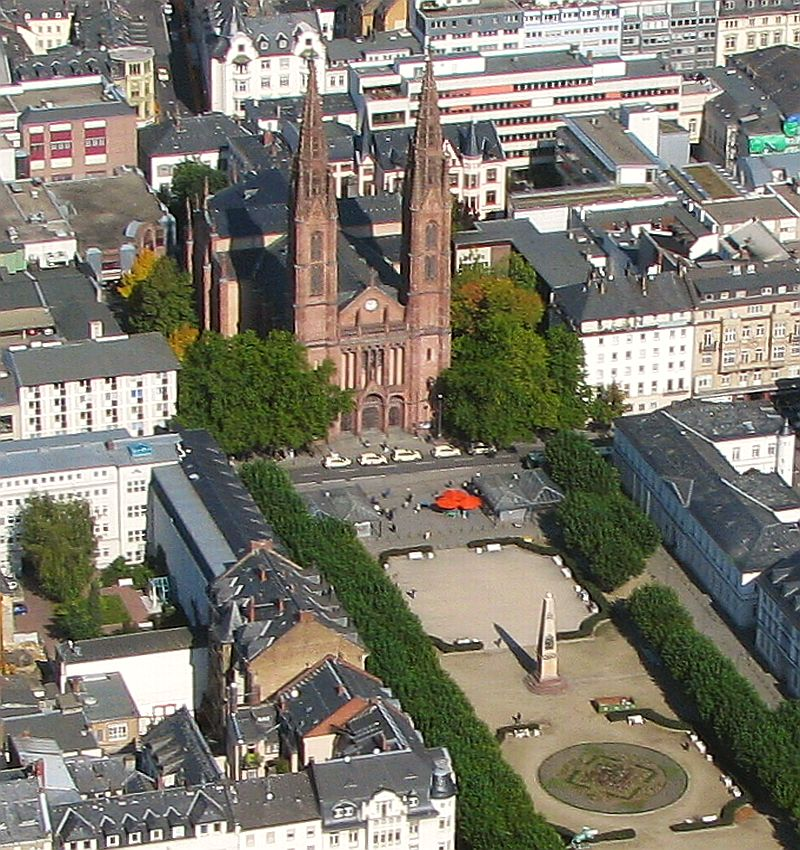
St.-Bonifatius-Kirche am Luisenplatz in Wiesbaden
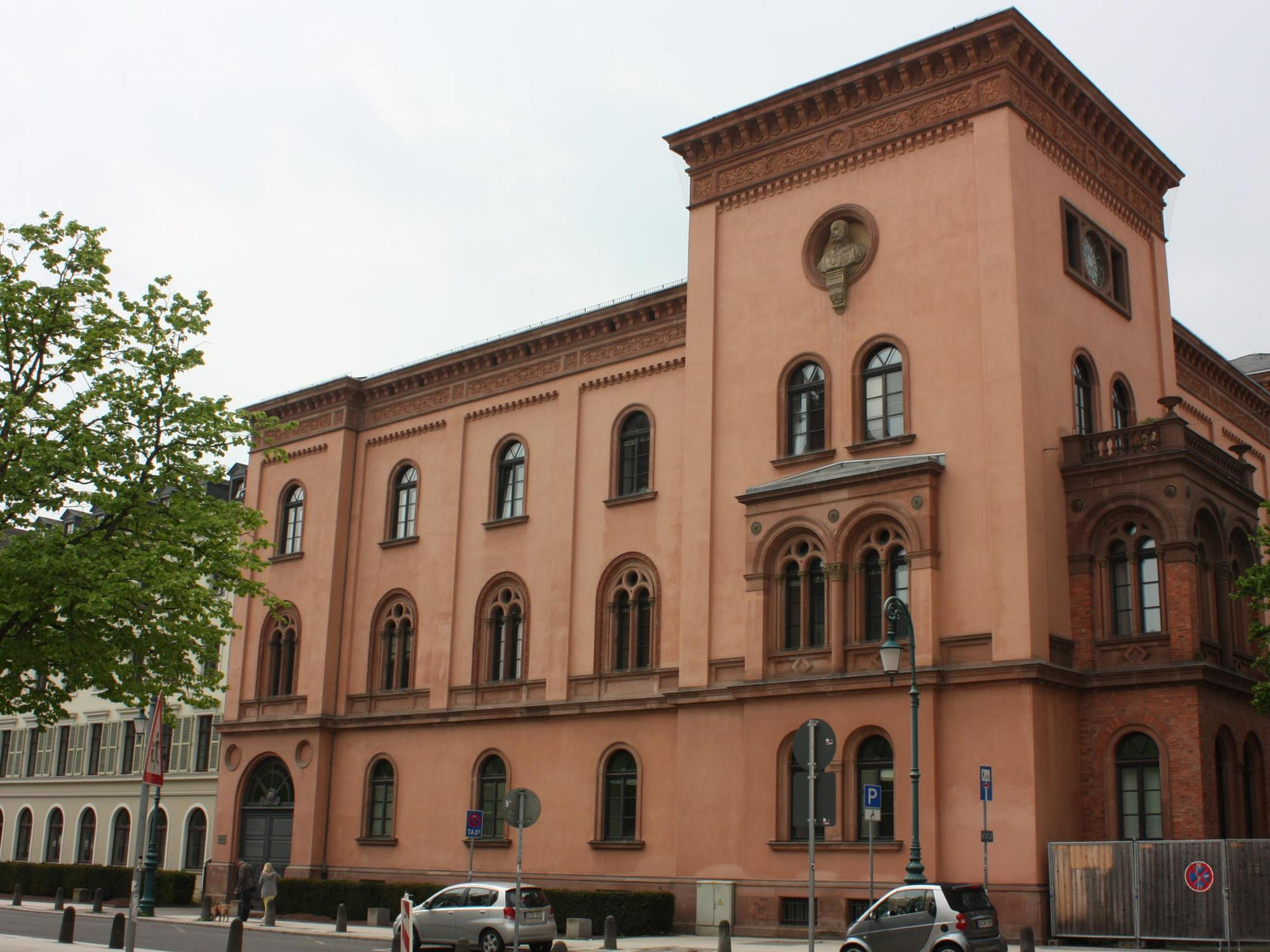
Der Wilhelmsbau, die ehemalige „Wilhelms-Heilanstalt“, als Militärhospital errichtet, ist heute Teil des Hessischen Landtags in Wiesbaden
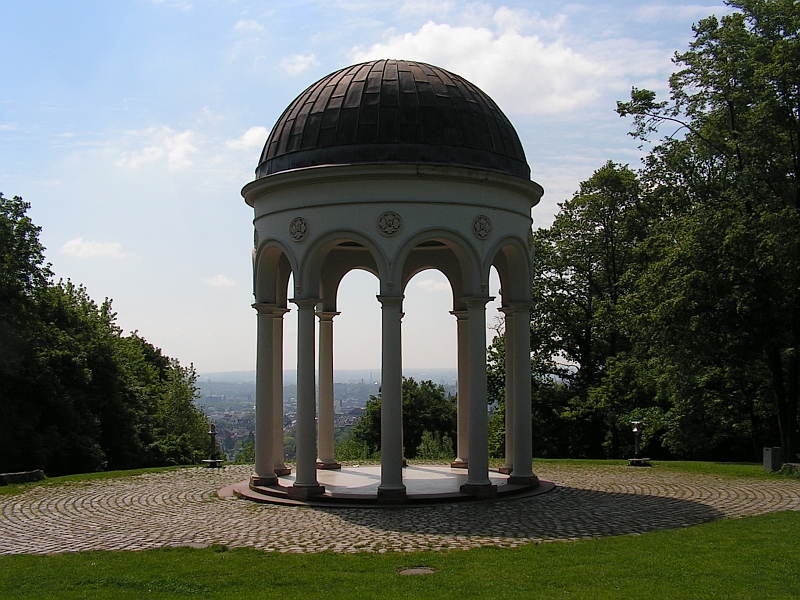
Monopteros auf dem Wiesbadener Neroberg
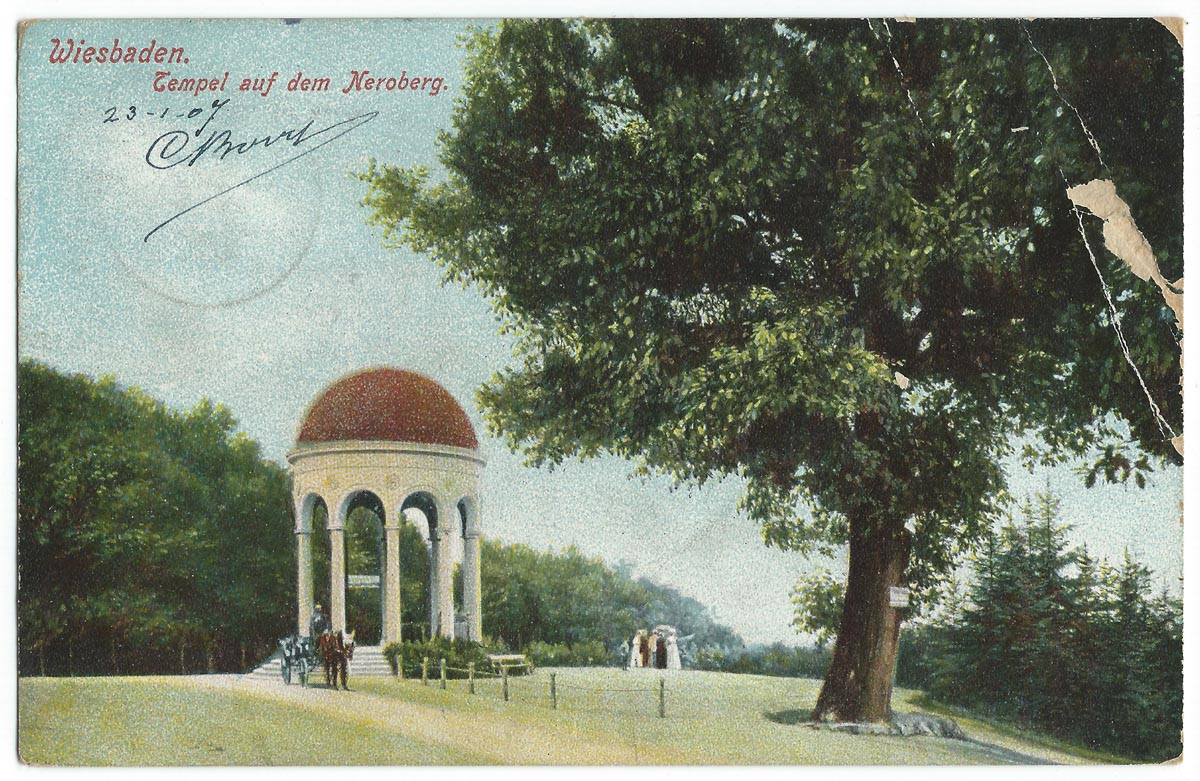
Der Monopteros mit der umlaufenden Treppe, die heute unter einer Anschüttung verborgen ist (Ansichtskarte von 1909).
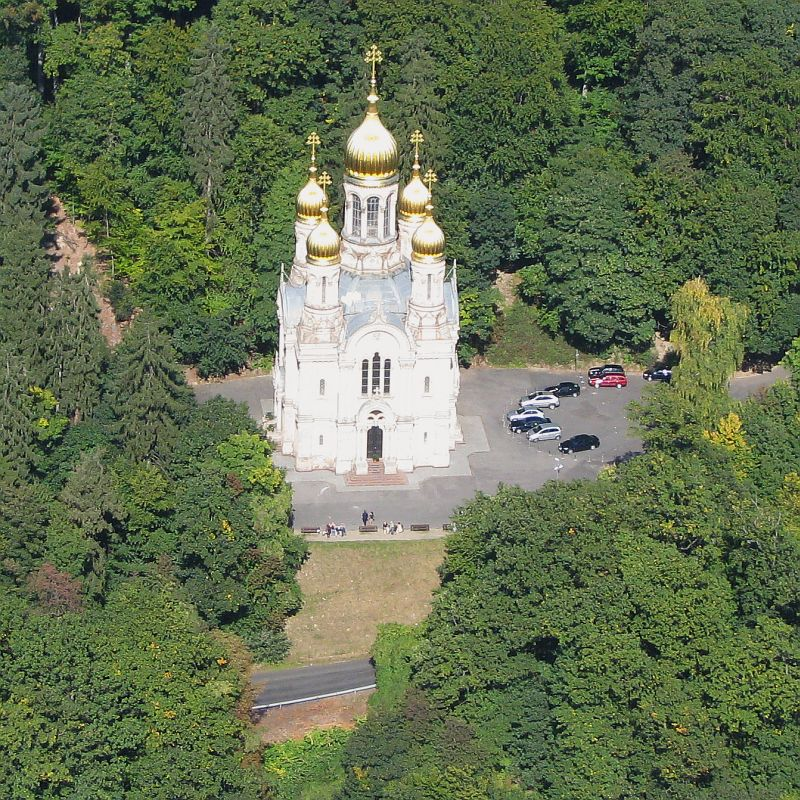
Die Russisch-Orthodoxe Kirche der heiligen Elisabeth, (sog. Griechische Kapelle) in Wiesbaden
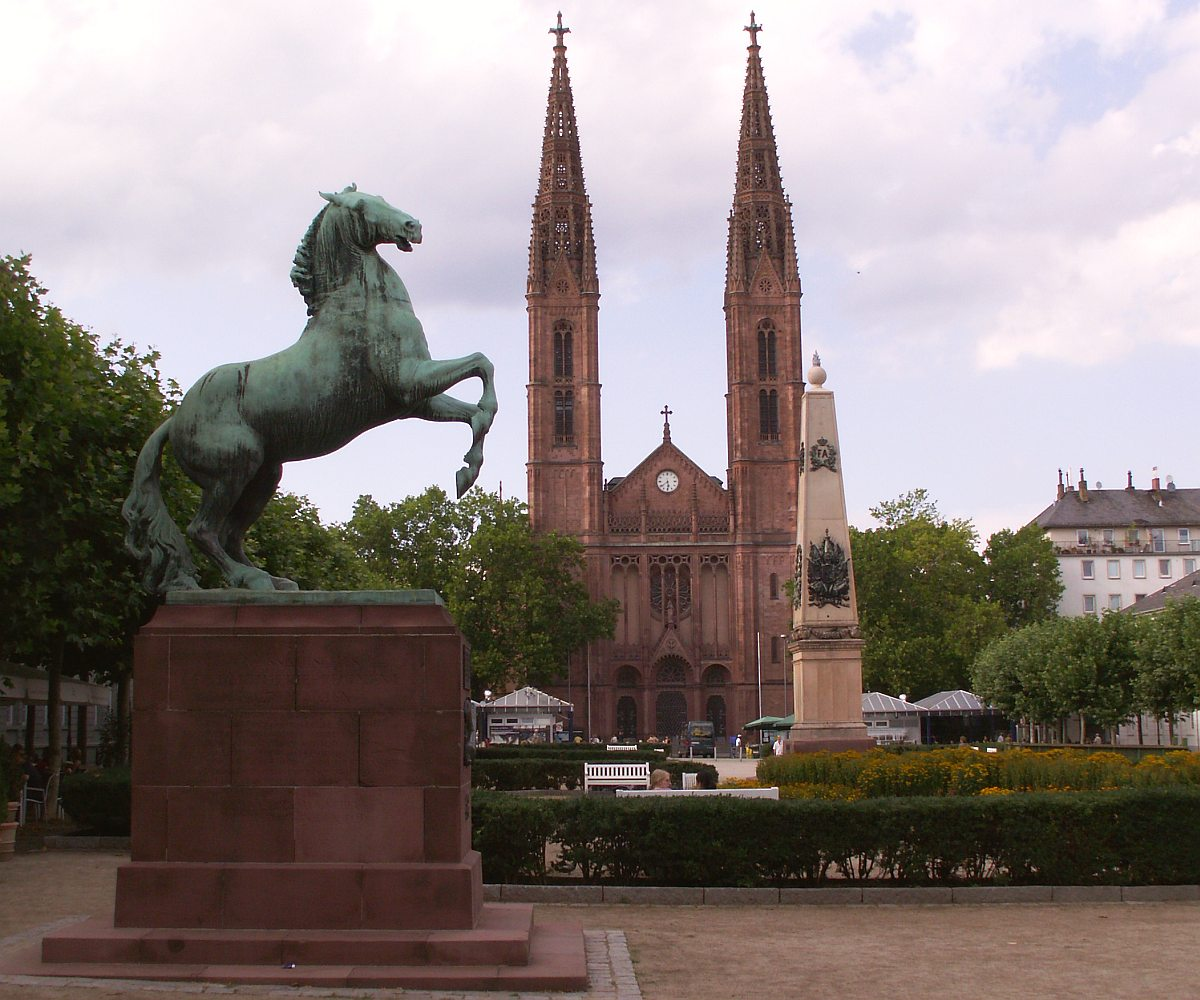
Der Luisenplatz mit dem springenden Pferd, rechts der Waterloo-Obelisk, dahinter die St.-Bonifatius-Kirche
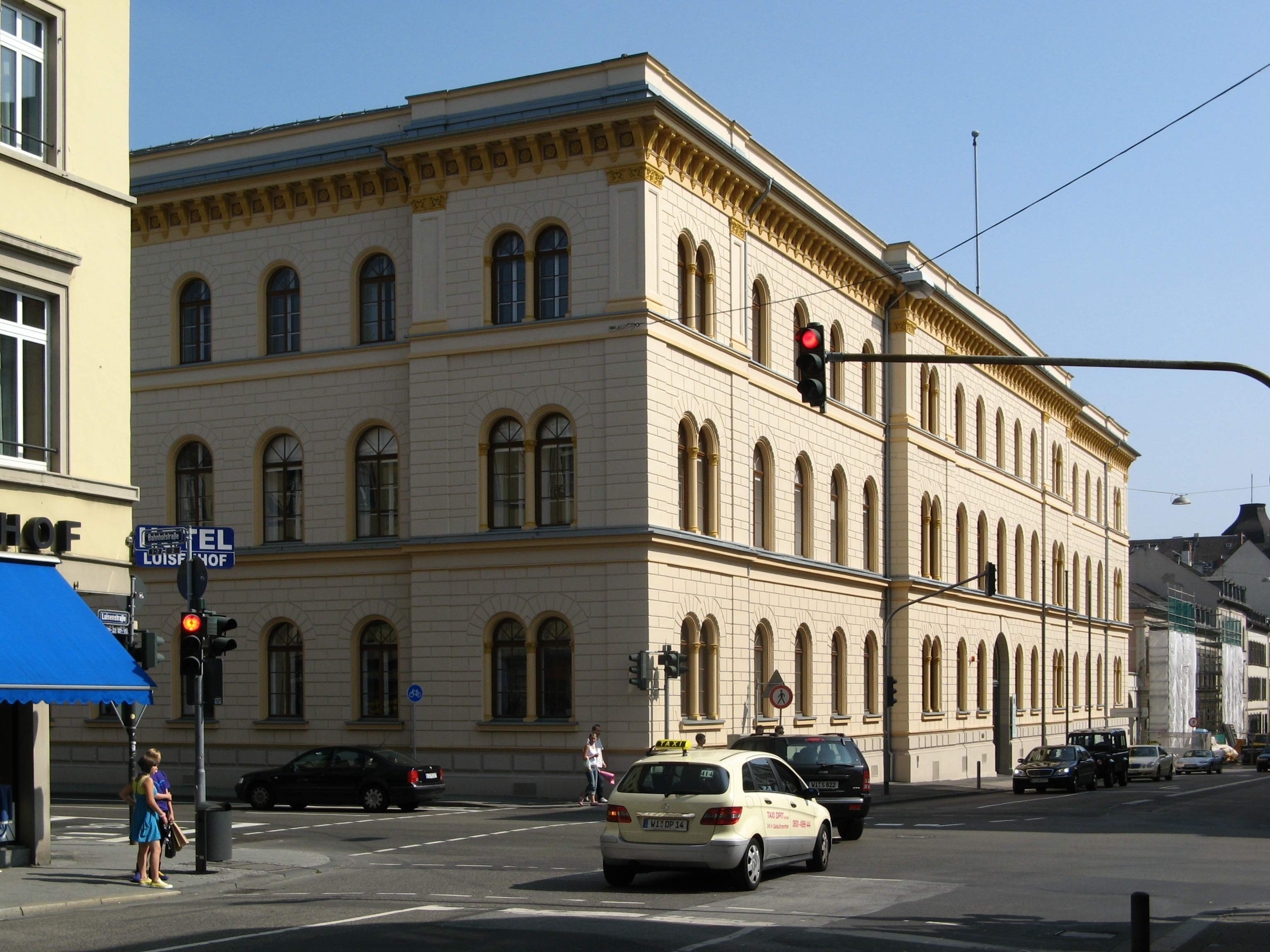
Das Ministerialgebäude des Herzogtums Nassau in Wiesbaden (heute Hessisches Ministerium der Justiz)
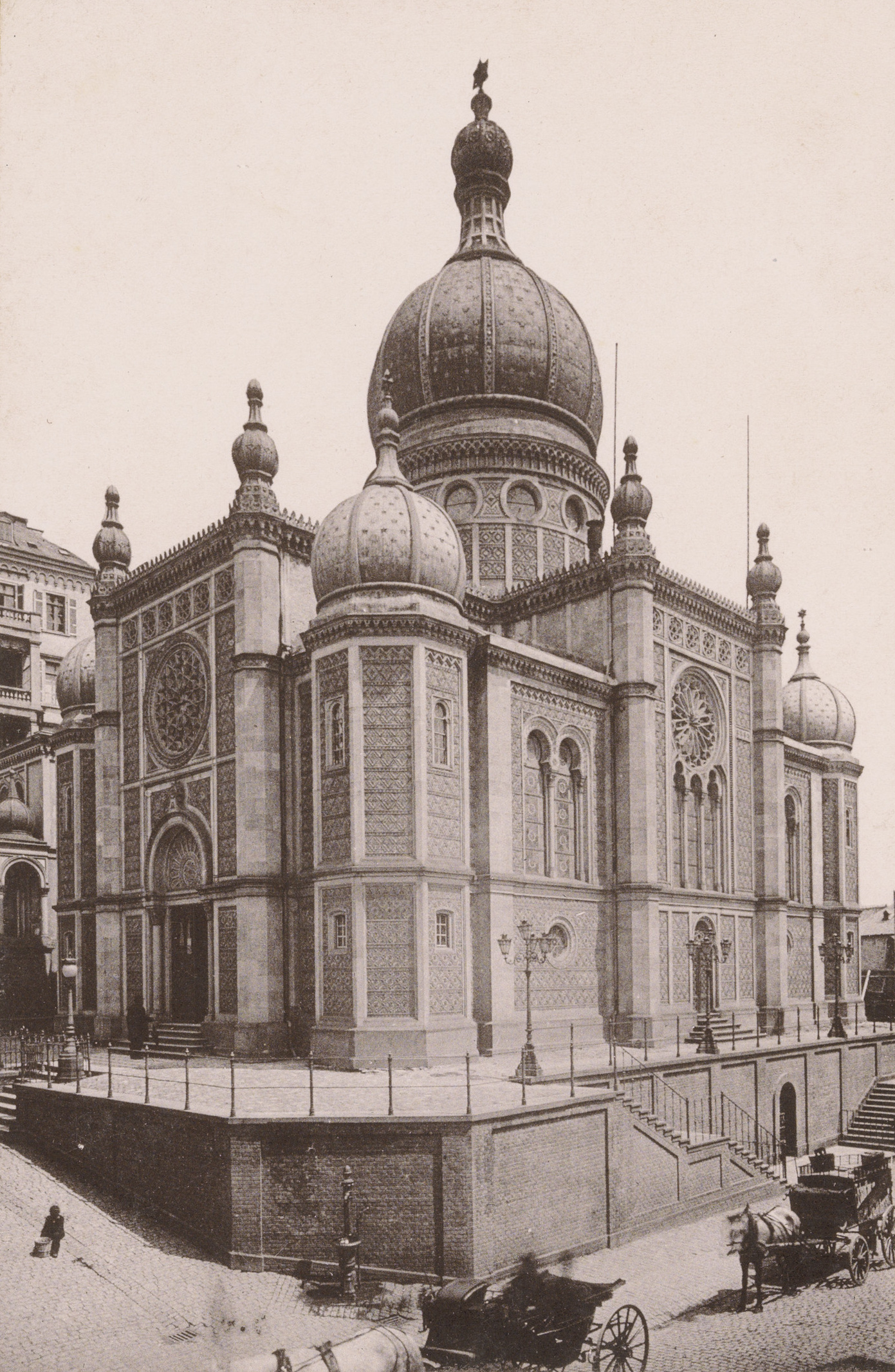
Alte Synagoge auf dem Michelsberg
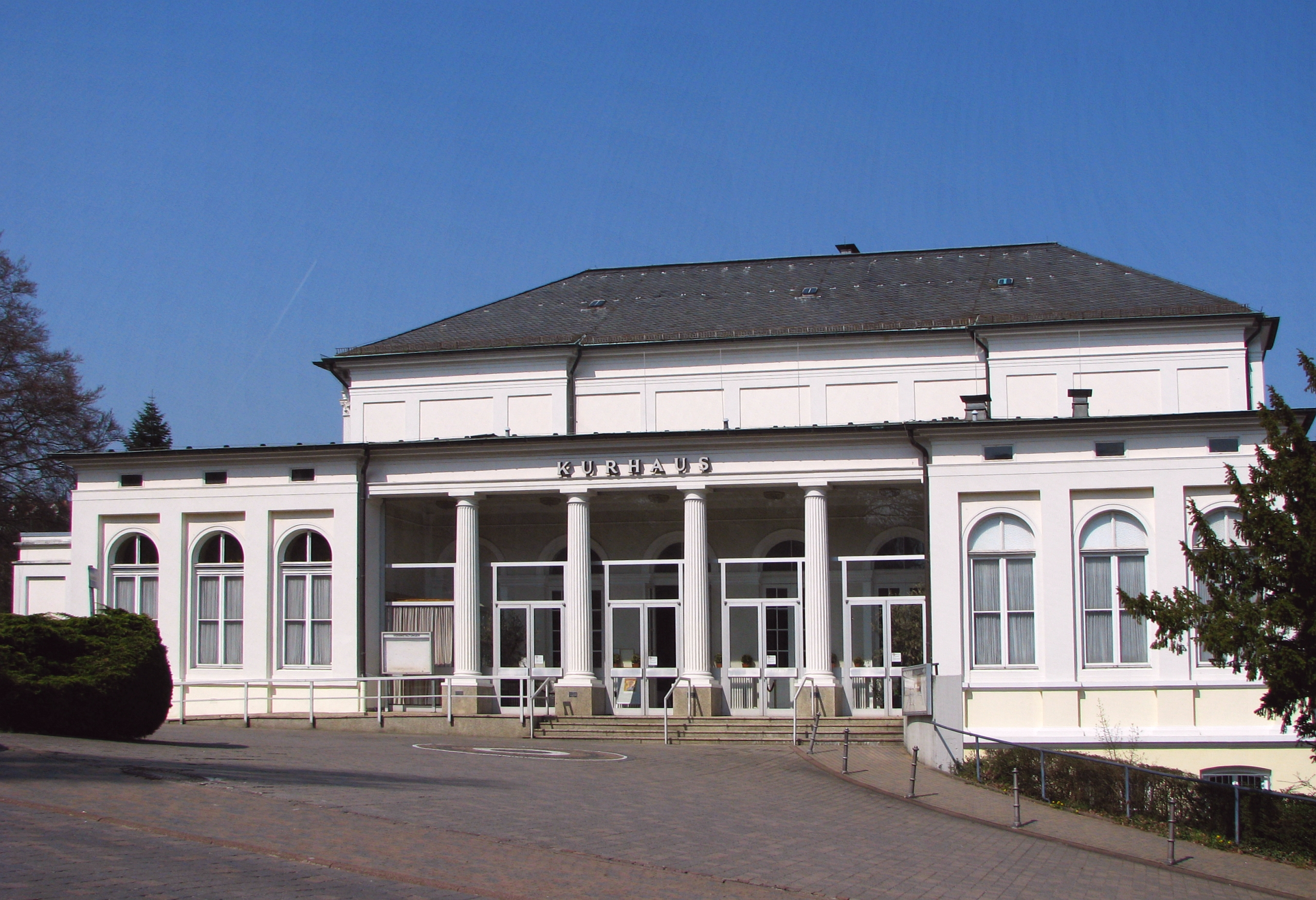
Kurhaus Bad Schwalbach – als Cursaal Bau durch Baumeister Ph. Hoffmann bis 1879 errichtet